# فولكس فاجن دو برازيل
فولكس فاجن دو برازيل هي ذراع فرعية لمجموعة فولكس فاجن، التي تأسست في عام 1953 مع جمعية محلية من فولكس فاجن نوع 1 من الأجزاء المستوردة من ألمانيا. أنتجت أكثر من 20 مليون سيارة في البرازيل، بعد أن كانت رائدة في السوق بالنسبة لغالبية أكثر من ستين عاما في وجودها. ابتداءً من عام 1958، حقق النوع الأول (" Fuscas ") أداءً لمدة 24 عامًا في المرتبة الأولى في المبيعات في البرازيل. من عام 1987 حتى عام 2012، احتلت Gol المركز الأول في المبيعات منذ 26 عامًا على التوالي. 